# Atsushi Itō
Atsushi Itō (伊藤淳史 Itō Atsushi?,  Funabashi, Prefectura de Chiba, 25 de noviembre de 1983) es un actor japonés. Comenzó a actuar a la edad de trece años en programas de educación, y usualmente interpreta a personajes otaku o geek. Asistió a la Universidad de Hōsei y se graduó con una licenciatura en negocios. Itō tuvo un hermano menor que también era actor, Takahiro, quien se suicidó en 2009. Contrajo matrimonio el 1 de mayo de 2010 y tiene una hija que nació el 29 de octubre de 2015.

## Filmografía

### Televisión
- Team Batista no Eiko SP : Nightingale no Chinmoku como Kohei Taguchi (Fuji TV, 9 de octubre de 2009)
- Yonimo Kimyona Monogatari Ideal Sukiyaki como Kazuki Nishimura (Fuji TV, 5 de octubre de 2009)
- Team Batista no Eiko SP : Aratana Meikyuu e no Shoutai] como Kohei Taguchi (Fuji TV, 15 de septiembre de 2009)
- Oyaji no Ichiban Nagai Hi] como Shoichiro Sumida (Fuji TV, 19 de junio de 2009)
- Samayoi Zakura como Keiichi Haiba (Fuji TV, 30 de mayo de 2009)
- The Rival: Shonen Sunday vs. Shonen Magazine como Jin Makabe (NHK, 5 de mayo de 2009)
- Hyoryu Net Cafe como Koichi Toki
- Team Batista no Eiko como Kohei Taguchi (Fuji TV, 2008)
- Arigatou! Champy como Kyoshi Kawai (Fuji TV, 13 de septiembre de 2008)
- Naito Daisuke Monogatari como Daisuke Naito (TBS, 28 de julio de 2008)
- Loss Time Life como Hajime Moriyasu (Fuji TV, 2008, Story 5)
- Galileo Bangaihen Yungeru como Kouji Yanagizawa (Fuji TV, 1 de junio de 2008)
- Kim Hyon Hui wo Toraeta Otokotachi ~Fuuin Sareta Mikkakan~ (Fuji TV, 15 de diciembre de 2007)
- Teacher Road Terrestrial Last Teacher como Teacher Part (TBS, 2007, Episodio 9)
- Watashitachi no Kyoukasho como Kohei Kaji (Fuji TV, 2007)
- Serendip no Kiseki como Mikio Hatano (NTV, 12 de marzo de 2007, Historia 2)
- Kamisama Kara Hitokoto (WOWOW, 24 de diciembre de 2006)
- Iwo Jima: Senjo no Yubin Haitatsu como Masayoshi Namoto  (Fuji TV, 9 de diciembre de 2006)
- Densha Otoko DX~Saigo no Seizen como Tsuyoshi Yamada (Densha Otoko) (Fuji TV, 23 de septiembre de 2006)
- Honto ni Atta Kowai Hanashi Under Precipice (Fuji TV, 22 de agosto de 2006)
- Yonimo Kimyona Monogatari Replay como Shuichi Tanabe (Fuji TV, 28 de marzo de 2006)
- Saiyūki como Cho Hakkai (Fuji TV, 2006)
- Densha Otoko como Tsuyoshi Yamada (Densha Otoko) (Fuji TV, 2005)
- Umizaru Fuji (en un episodio, 2005)
- Last Present como Shosuke Mizuhara (TV Asahi, 11 de junio de 2005)
- Yoshitsune como Kisanta (NHK, 2005)
- Honto ni Atta Kowai Hanashi Those Which Live in the Darkness (Fuji TV, 25 de octubre de 2004)
- People planting home como Shuichi Toyama (TBS, 20 de octubre de 2004)
- Aijou Ippon como Noboru Todoroki (NTV, 2004)
- Sheeraza Do (NHK, 2004)
- Suekko Chounan Ane Sannin como Daisuke Yamada (TBS, 2003)
- Over the Hill (HTB, 25 de agosto de 2003)
- Zenigata Ai como Takaaki Yamaguchi (in episode 2, BS-i, 2002)
- I'll be eighteen tomorrow como Akira Saiki (NHK, 2001)
- Daihyo Torishimariyaku Deka (TV Asahi, 1990-1991)
- Wataru Seiken wa Oni Bakari como Noboru Kojima (TBS, una y dos estaciones)
- Kasugano-Tsubone (NHK, 1989)

### Filmes
- Amalfi: Megami No 50-Byou como Mikiyasu Taniki (2009)
- Fish Story como Shigeki (2009)
- Kanki no uta como Shunsuke Kato (2008)
- Kagehinata ni Saku as Raita (2008)
- The Adventures of Super Monkey como Cho Hakkai (Saiyûki Movie, 2007)
- Densha Otoko (movie version, cameo role, 2005)
- Umizaru como Hajime Kudo (2005)
- Casshern (2004)
- Amoretto (2004)
- Blood and Bones como Yong-il / Young Joon-pyong (2004)
- Kikyo (2004)
- Battlefield Baseball como Megane (2003)
- Robocon como Yotsuya (or Robot Contest, 2003)
- Kakuto como Naoshi (2003)
- When the Last Sword Is Drawn como Young Chiaki Ono (2003)
- Fifteen como Dobashi Kinichi (2001)
- Boy's Choir (独立少年合唱団) como Michio Yanagida (2000)
- 学校III (1998)
- Tetto Musashino-sen(鉄塔武蔵野線) como Miharu Tamaki (1997)
- Aサインデイズ (1989)

### Dorama móvil
- Izumi como Kosuke (au, 2009)

## Videos
- Dreams Come True [JET!!!/SUNSHINE]

## Anuncios
- The Story of the Three Happiness
- Boss Coffee
- Ghost Whisperer
- Nintendo DS 「Summon Night: Twin Age｣
- Japan Ad Council 「Elevator｣
- Orix Car
- Asahi Soft Drinks 「Bireley's Orange｣
- Resident Evil 4
- HyperJoy V2
- SUNTORY Beautiful Water
- NTT Docomo
- Calorie Mate

## Premios Awards
- 46th Television Drama Academy Awards - Best Supporting Actor for Densha Otoko